# عهد الإرهاب
عهد الإرهاب (5 سبتمبر 1793 - 28 يوليو 1794) (بالفرنسية: la Terreur) اسم يطلق على فترة مليئة بالعنف شهدتها فرنسا بعد اندلاع الثورة الفرنسية بسبب الصراع بين الفصائل السياسية المتناحرة من الجيروندين واليعاقبة. اتسمت تلك الفترة بأحكام الإعدام الجماعية لمن وصفوا بأنهم «أعداء الثورة» والتي راح ضحيتها الآلاف. ما بين يونيو 1793 ونهاية يوليو 1794, كان هناك 16,594 وفاة رسمية في فرنسا، من بينها 2,639 وفاة في باريس.

## تمجيد كل من (برتراند بارر) و (ماكسميليان روبسبيار) للإرهاب

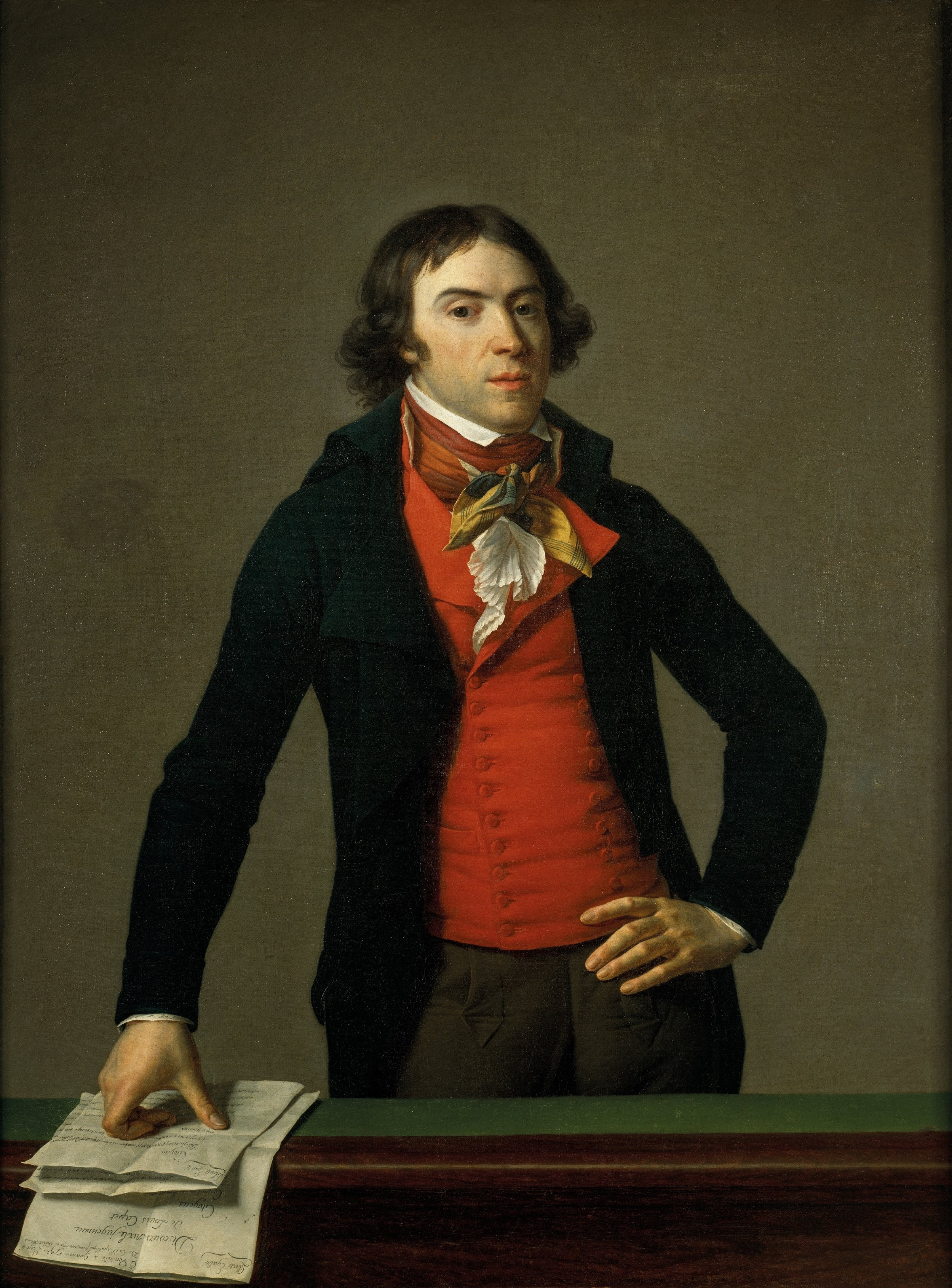
برتراند بارر

شعر السياسيون البارزون بالحالة الطارئة في فرنسا في صيف 1793 بسبب الحرب الأهلية الواسعة والثورة المضادة. هتف برتراند بارر في 5 ايلول 1793 في التجمعات: لنجعل الرعب مطلبنا اليوم!». كانوا عازمين على تجنب العنف في الشوارع (مثل ما حصل في مذبحة ايلول عام 1792) عن طريق استخدام العنف بأيديهم المجردة ضد الحكومة.
قال بعض المؤرخين بأن هذا العنف كان رد فعل ضروريًا للظروف. وأشار آخرون إلى وجود أسباب إضافية بما في ذلك اسباب فكرية وعاطفية.

## التأثير على الإرهاب

### الفكر التنويري
ركز الفكر التنويري على أهمية التفكير العقلاني وبدأ في تحدي الأسس القانونية والأخلاقية للمجتمع، حيث زُوِّدَ قادة الإرهاب بأفكار جديدة حول دور الحكومة وهيكلها. ذكرَ كتاب العقد الاجتماعي لروسو أن كل شخص يولدُ مع حقوقه، وانهم سوف يتحدون معًا لتشكيل حكومة من شأنها أن تحمي تلك الحقوق. بموجب كتاب العقد الاجتماعي كان مطلوبًا من الحكومة العمل من أجل الإرادة العامة وأن تمثل مصالح الجميع بدلًا من العمل لصالح بعض الفصائل. شعر روبسبير انطلاقًا من فكرة وجود إرادة عامة بأن الثورة الفرنسية يمكن أن تؤدي إلى قيام نظام جمهوري مبني على أساس الإرادة العامة وذلك بمجرد طرد أولئك الذين قاتلوا ضد هذه الفكرة. أولئك الذين قاوموا الحكومة كانوا يُعتبرون (طغاة) يقاتلون ضد الاستقامة والشرف والإرادة العامة. شعر القادة بأن نسختهم المثالية من الحكومة كانت مهددة من داخل فرنسا وخارجها، وكان استخدام العنف هو السبيل الوحيد للحفاظ على كرامة وهيبة الجمهورية التي نشأت من خلال الثورة الفرنسية.
لم تكن إيديولوجية روبسبير مستمدة بدقة من روسو. بل أثرّت كتابات مفكر آخر من عصر التنوير يدعى بارون دي مونتسكيو بشكل كبير على روبسبير. تُحدد إحدى كتابات مونتسكيو (روح القوانين) المبدأ الأساسي لأي حكومة ديمقراطية وهو الاستقامة. ويصفها بأنها «حب القوانين والوطن». وتحدث روبسبير في خطابه الذي دار حول الأخلاق السياسية ضمن المؤتمر الوطني في 5 شباط عام 1794 عن الاستقامة باعتبارها «المبدأ الأساسي لأي حكومة شعبية أو ديمقراطية». كانت هذه في الواقع نفس الميزة التي حددها مونتسكيو قبل نحو 50 عامًا. اعتقد روبسبيير أن مبادئ الاستقامة اللازمة لبناء أي حكومة ديمقراطية كانت ضعيفة جدًا لدى الشعب الفرنسي. ونتيجة لذلك قرر التخلص من هؤلاء الذين لا يمكنهم أبدا التحلي بتلك الصفات الفاضلة، وكانت النتيجة اندفاع مستمر نحو الإرهاب وقد استخدَمَت الجموع ذلك كمبرر من أجل (سحق أعداء الثورة، والسماح بتنفيذ القوانين، وضمان الحريات العامة).
أثّر أعضاء حركة التنوير السابقين بشكل كبير على قادة الثورة. ومع ذلك تم تجاهل تحذيرات مفكري عصر التنوير الآخرين بشكل كبير. غالبًا ما تم تجاهل تحذيرات فولتير على الرغم من أن بعض أفكاره قد استُخدمت لتبرير الثورة وبداية العنف. احتج فولتير على الكاثوليكية العقائدية (الدوغماتية) وكلام المسيحية التي تقول: «من بين جميع معتنقي الأديان يجب على المسيحي أن يكون مصدر الإلهام الأكبر، ولكن حتى الآن كان المسيحيون أكثر المتعصبين مقارنةً مع غيرهم من الرجال». استُخدمت هذه الانتقادات من قبل روبسبير وزعماء آخرين كمبرر لإصلاحاتهم المعادية للدين. كما أطلق فولتير أيضًا بعض التحذيرات وذكر في قاموسه الفلسفي: «نحن جميعًا غارقون في الضعف والخطأ، دعونا نغفر لبعضنا البعض تصرفاتنا السيئة. هذا هو أول قانون للطبيعة، كل شخص يضطهد شخصًا آخر لأنه لا يملك نفس الرأي هو وحش». من الواضح أن أهمية الغفران واستيعاب أخطاء الآخرين كانت منسية لدى روبسبير والزعماء الآخرين بينما كانوا يلاحقون الإرهاب.

## تهديدات الغزو الأجنبي
بعد بداية الثورة الفرنسية لم تُظهر الأنظمة الملكية المحيطة عداءً كبيرًا تجاه التمرد. تمكن لويس السادس عشر لاحقًا (على الرغم أنه تم تجاهله في اغلب الاحيان) من الحصول على الدعم من ليوبولد الثاني من النمسا (شقيق ماري أنتيونيت) وفريدريك ويليام الثاني من بروسيا. أصدر الزعماء الأجانب في 27 آب من عام 1791 إعلان بيلنيتز قائلين إنهم سيعيدون الملك الفرنسي إذا انضم إليهم حكام أوروبيون آخرون. أعلنَت فرنسا الحرب بتاريخ 20 نيسان عام 1792 ردًا على ما اعتبروه تدخلًا للقوى الأجنبية، وفي هذه المرحلة كانت الحرب فقط بين بروسيا والنمسا ضد فرنسا. بدأت فرنسا هذه الحرب بسلسلة كبيرة من الهزائم وكان الشعب الفرنسي خائفًا من الغزو قبل الحرب وخلالها. اشارات الإصلاحات الهائلة للمؤسسات العسكرية (على الرغم من فعاليتها على المدى الطويل) إلى المشاكل الأولية للقوى المسلحة قليلة الخبرة وللقادة المشكوك بولائهم السياسي. عانَت فرنسا في الوقت الذي استغرقه الضباط لاستخدام حرياتهم الجديدة للصعود في التسلسل القيادي. العديد من المعارك المبكرة كانت خسائر حاسمة للفرنسيين. كان هناك تهديد دائم من قبل القوات النمساوية البروسية التي كانت تتقدم بسهولة نحو العاصمة مهددة بتدمير باريس إذا تعرض الملك لأي أذى. دفعَت هذه السلسلة من الهزائم إلى جانب الانتفاضات والاحتجاجات المعارضة داخل الدولة الفرنسية الحكومة إلى اللجوء إلى تدابير صارمة لضمان ولاء كل مواطن ليس لفرنسا فحسب بل الأهم ولاءه للثورة.
وفي النهاية تم كسر هذه السلسلة من الخسائر، ولكنهم تسألوا في الواقع ماذا قد يحدث في فرنسا إذا استمروا بثورتهم. لم تتغير الحالة الراهنة حتى أيلول عام 1792 عندما فاز الفرنسيون بانتصار حاسم في بلدة فالمي مانعين الغزو النمساوي البروسي. وخلال فترة استقرار الجيش الفرنسي وتحقيقه عدة انتصارات بدأ عهد الإرهاب رسميًا، لذلك كانت القسوة التي استخدمتها الحكومة لتحقيق النجاح في الحرب الدولية بمثابة مبرر لها من أجل الاستمرار بأفعالها الاستبدادية. استمر الوضع حتى إعدام لويس السادس عشر وضم الراينلاند، ثم بدأت الممالك الأخرى تشعر بالتهديد فسعت لتشكيل التحالف الأول. بدأ التحالف المكون من روسيا والنمسا وبروسيا واسبانيا وهولندا وسردينيا بمهاجمة فرنسا من جميع الاتجاهات من خلال محاصرة الموانئ والاستيلاء عليها واستعادة الأرض التي قد خسرتها مسبقًا أمام فرنسا. أصبحت الحكومة الفرنسية تتعرض لتهديدات من جميع الجهات وكان الوضع شبيها بالأيام الأولى لحروب الثورة، وأصبح توحيد البلاد أولوية قصوى. ومع استمرار الحرب وبدء عهد الإرهاب رأى القادة علاقة بين استخدام العنف وتحقيق النصر. وقد وصفه ألبرت سوبول قائلًا: «إن العنف في البداية كان الرد المرتجل على الهزيمة، وأصبح بعد تنظيمه أداة للنصر». وقد يكون التهديد بالهزيمة والغزو الأجنبي قد ساعد في تحفيز العنف، ولكن النجاح الذي حققه ذلك في الوقت المناسب مع الانتصارات الفرنسية أضاف تبريرًا لنموه واستمراره.

## الأحداث الكبرى خلال عهد الإرهاب

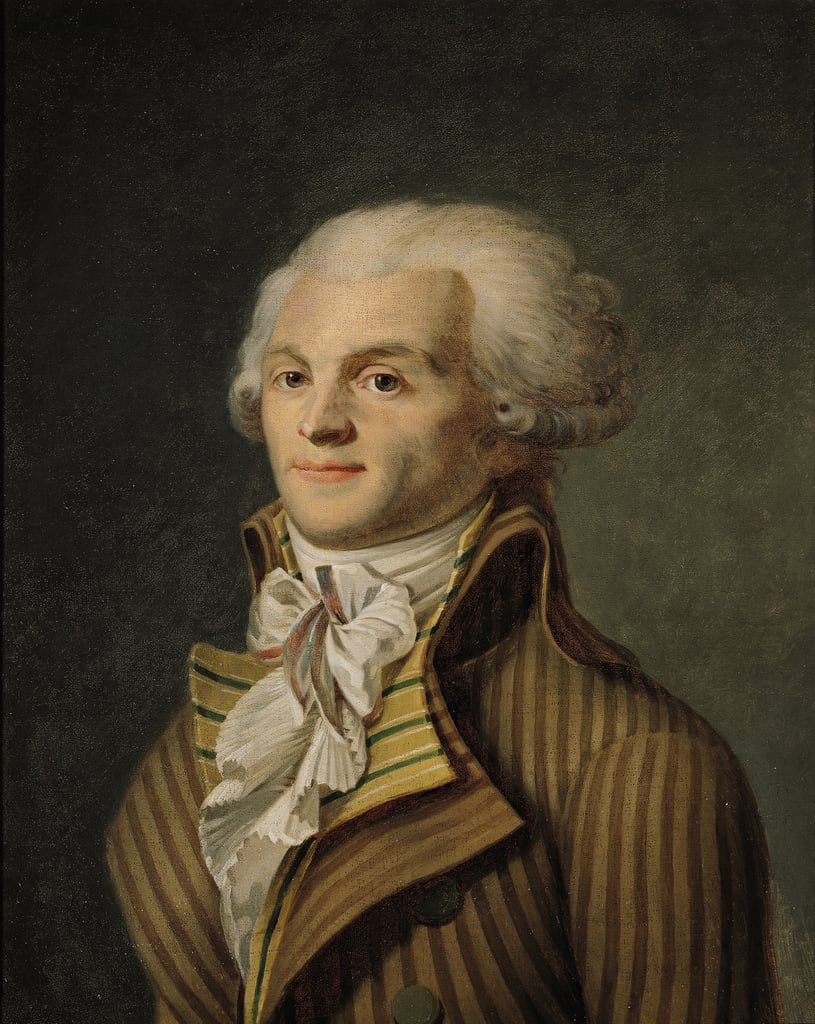
ماكسيمليان روبسبيار

أنشأت الاتفاقية الوطنية المحكمة الثورية في 10 اذار عام 1793. ومن بين أولئك الذين وجهت إليهم المحكمة اتهامات تم تبرئة نحو نصفهم (على الرغم من أن العدد انخفض إلى نحو الربع بعد إصدار قانون 22 بريريال). اندلعَ تمرد في بلدة فونديه في شهر اذار ردًا على التجنيد الجماعي والذي تطور إلى حرب أهلية استمرت حتى بعد عهد الإرهاب.
تم إنشاء لجنة السلامة العامة في 6 نيسان والتي أصبحت تدريجيًا الحكومة الفعلية في وقت الحرب.
طوّقت مجموعة من الطبقة الفقيرة بالمؤتمر الوطني في 2 حزيران ودعوا إلى تطهير إداري وسياسي وطالبوا بسعر ثابت ومنخفض للخبز. واستطاعوا بدعم من الحرس الوطني اقناع أعضاء المؤتمر بالقبض على 29 شخصًا من زعماء الحزب الجيروندي. ثم بدأت مجموعة من الإدارات الثلاثة عشر بالثورات الفدرالية ضد الاتفاقية الوطنية في باريس كرد فعل على سجن نواب جيروندين، وفي النهاية تم سحق جميع تلك الثورات.
اعتمد أعضاء المؤتمر أول دستور جمهوري لفرنسا في 24 كانون الثاني وهو الدستور الفرنسي لعام 1793. تمت المصادقة عليه من خلال استفتاء عام ولكن لم يوضع محل التنفيذ ابدًا.
أدى اغتيال جان بول مارات في 13 تموز (وهو زعيم وصحفي في نادي اليعاقبة) إلى زيادة اضافية في التأثير السياسي لليعاقبة. وقد تم طرد جورج دانتون زعيم انتفاضة آب عام 1792 التي كانت ضد الملك من اللجنة الوطنية. وأصبح روبسبير عضوًا في لجنة السلامة العامة في 27 تموز عام 1793.
وأصدر المؤتمر الوطني في 23 آب مرسومًا جماعيًا قال: «يجب على الشباب ان يحاربوا، يجب على الرجال المتزوجون أن يصنعوا الأسلحة وينقلوا المؤن، يجب على النساء أن يصنعن خيمًا وملابسًا وأن يعملن في المستشفيات، يجب على الأطفال أن يصنعوا قماش الكتان من الخيوط، يجب على الرجال المسنين الخروج إلى الميادين العامة من أجل إثارة شجاعة المحاربين وكرههم للملوك وللتأكيد على وحدة الجمهورية».
أنشأ المؤتمر قوات شبه عسكرية في 9 ايلول تحت اسم (الجيوش الثورية) لإجبار المزارعين على تسليم الحبوب المطلوبة من قبل الحكومة. وتم اقرار قانون المشتبه بهم في 17 أيلول والذي سمح بسجن اشخاص محددين مشتبه بهم بشكل غامض. وقد أدى ذلك إلى حدوث احتجاج جماهيري ضد أنظمة السجون. وقام أعضاء المؤتمر في 29 أيلول بتوسيع عملية تحديد الأسعار من الحبوب والخبز لتشمل السلع الأساسية الأخرى وكذلك تحديد الأجور.
أصدر أعضاء المؤتمر في 10 تشرين الأول مرسومًا ينص على: «تكون الحكومة المؤقتة حكومة ثورية حتى احلال السلام». وتم إصدار التقويم الجمهوري الفرنسي في 24 تشرين الأول. بدأت محاكمة أعضاء الحزب الجيروندي في نفس اليوم وتم إعدامهم في 31 أكتوبر.
زادت المشاعر المعادية لاتباع الكنيسة خلال عام 1793 وأُطلقت حملة لاستئصال نفوذ الكنائس من الدولة. ونظم هيبرتيس مهرجان التفكير العقلاني في 10 تشرين الثاني (يوافق 20 برومير من السنة الثانية حسب التقويم الجمهوري الفرنسي).
صدر قانون فريمير في 5 كانون الثاني عام 1793 (الموافق لـ 14 فريمير) والذي أعطى الحكومة المركزية المزيد من السيطرة على تصرفات الممثلين الفرعيين لها.
أصدر المؤتمر الوطني مرسومًا بإلغاء العبودية في كل من فرنسا والمستعمرات الفرنسية في 4 شباط عام 1794 (الموافق لـ 16 بلوفييوس).
قدم سان جست اقتراحًا لإصدار مراسيم لمصادرة ممتلكات المنفيين والمعارضين للثورة خلال 26 شباط و3 اذار (8 و13 فينتوس) والتي عُرفت باسم مراسيم فينتوس.
ومع نهاية عام 1793 ظهرت اثنتان من الفصائل الرئيسية وهددتا الحكومة الثورية: هما الإيبرتيون الذين دعوا لتكثيف الإرهاب وتهديد التمرد، والدانتونيون (نسبة لقائدهم جورج دانتون) الذين طالبوا بالاعتدال والتسامح. اتخذت لجنة السلامة العامة إجراءات ضدهما. تمت محاكمة القائد هيبرت أمام محكمة الثورة وأُعدم في 24 آذار. تم اعتقال الدانتونيين في 30 آذار وحوكموا من 3 إلى 5 نيسان وأُعدموا في 5 نسيان.
تم الاحتفال في جميع أنحاء البلاد بمهرجان الإله في 8 حزيران وهذا الاحتفال كان جزءًا من عبادة الإله وفقًا للديانة الربوبية الوطنية. وأقرَّ المؤتمر الوطني في 10 حزيران (الموافق لـ 22 بريريال) قانونًا اقترحه جورج كوثون والذي عُرف باسم قانون 22 بريريال، والذي سهل الإجراءات القضائية وسرّع إلى حد كبير عمل المحكمة الثورية. وزاد عدد احكام الإعدام بشكل كبير مع سن ذلك القانون، وأصبحت الفترة بين هذا الوقت ورد فعل الترميدورين تعرف باسم (الرعب الكبير).
فازَ الجيش الفرنسي في معركة فلوروس في 26 حزيران (الموافق لـ 8 ميسيدور) والتي كانت نقطة تحول في الحملة العسكرية الفرنسية وجنبت ضرورة اتخاذ تدابير الحرب واضعفت شرعية الحكومة الثورية.

## رد فعل ترميدورين

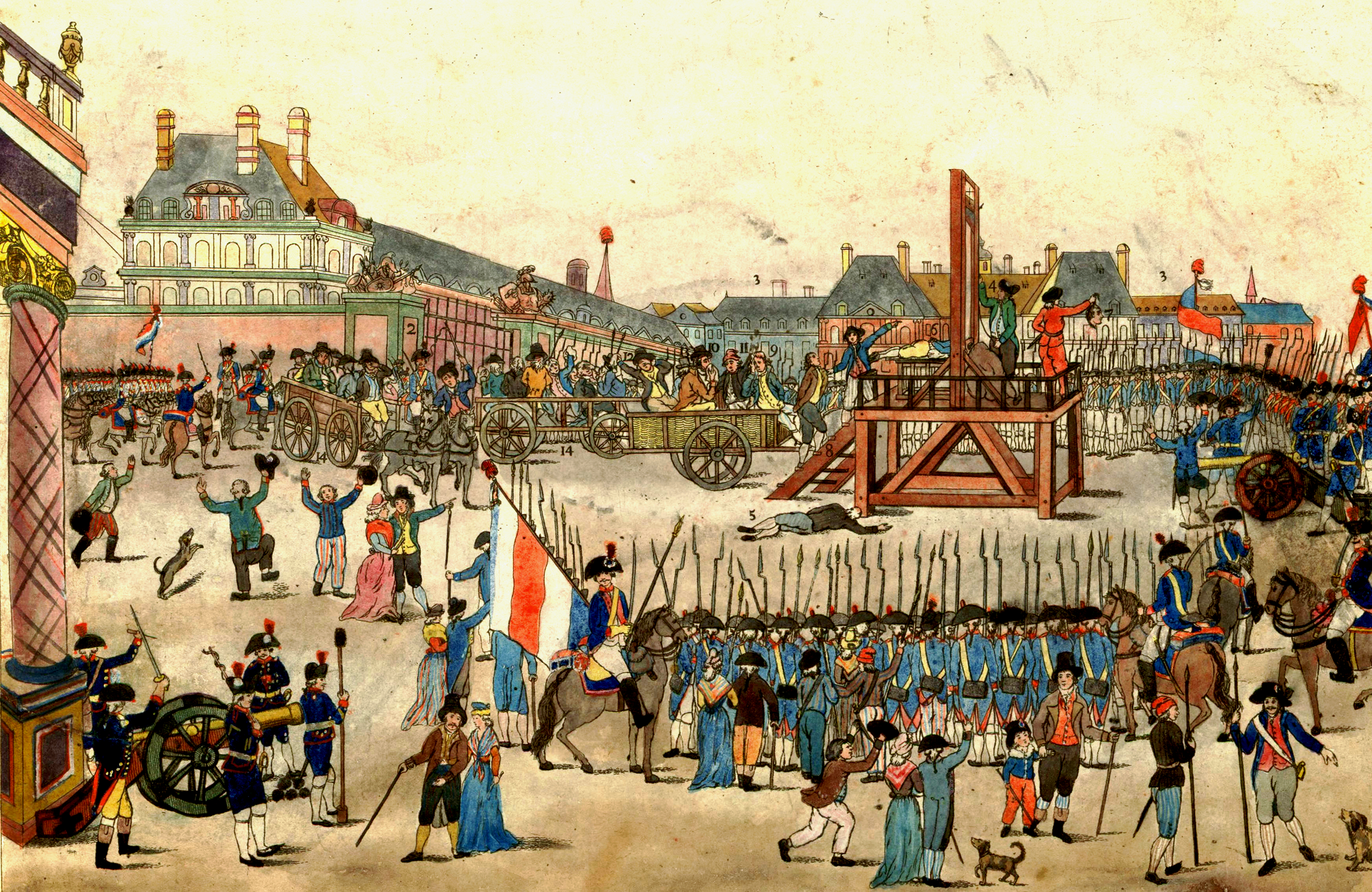
إعدام ماكسميليان روبسبيار

لقد كان سقوط روبسبير بفعل أولئك الذين أرادوا اعطاء المزيد من السلطة للجنة السلامة العامة (وسياسة أكثر راديكالية مما كان يرغب بها روبسبير) وبفعل المعتدلين الذين عارضوا الحكومة الثورية بشكل كامل. ولقد جعلوا قانون 22 بريريال أحد التهم الموجهة إليه بحيث أصبح ينظر للدعوة إلى الإرهاب بعد سقوطه على أنها تبني لسياسة عدو الجمهورية المدان مسبقًا، وبذلك وضعوا الداعين للعنف والإرهاب في خطر الاعتقال أو الإعدام، ربما حاول روبسبير الانتحار بإطلاق النار على نفسه ولكن الرصاصة التي اصابته (أيًا كان مصدرها) لم تحطم سوى فكه. وربما قد تم إطلاق النار عليه من قبل عسكري يدعى (ميردا). كانت الفوضى الكبيرة التي أُثيرت خلال اقتحام قاعة البلدية في باريس (حيث كان يختبأ روبسبير مع أصدقاؤه) سببًا في استحالة التأكد من مصدر الرصاصة. وبكل الأحوال لقد تم اعدام روبسبير بواسطة المقصلة في اليوم التالي.
انتهى عهد اللجنة الدائمة للسلامة العامة. تم تعيين أعضاء جدد في اليوم التالي من اعدام روبسبير، وتم وضع قيود جديدة لمنصب اللجنة (ربع أعضاء اللجنة يتقاعدون منها كل ثلاثة أشهر). ثم تآكلت صلاحيات اللجنة تدريجيًا.